# F/X
F/X – amerykański film akcji z 1986 roku w reżyserii Roberta Mandela.

## Obsada
- Bryan Brown jako Rollie Tyler
- Brian Dennehy jako Leo McCarthy
- Diane Venora jako Ellen
- Cliff De Young jako Martin Lipton
- Jerry Orbach jako Nicholas De Franco
- Mason Adams jako Mason
- Joe Grifasi jako Mickey

## Opis fabuły
Rollie Tyler (Bryan Brown), hollywoodzki mistrz efektów specjalnych (FX), zostaje zaangażowany przez Departament Sprawiedliwości do realizacji pewnej "krwawej" rozprawy z grupą przestępców, w wyniku której ma rzekomo zginąć mafioso. Nie z własnej woli wykonuje ją jednak zbyt brawurowo. W efekcie naprawdę ginie człowiek. Rollie, przekonany, że pomagał w programie ochrony świadków, odkrywa, że padł ofiarą podstępu. Na domiar złego, porucznik Leo McCarthy (Brian Dennehy) właśnie jego podejrzewa o to morderstwo. Rollie próbuje znaleźć winnych na własną rękę.